# 桐生からくり人形

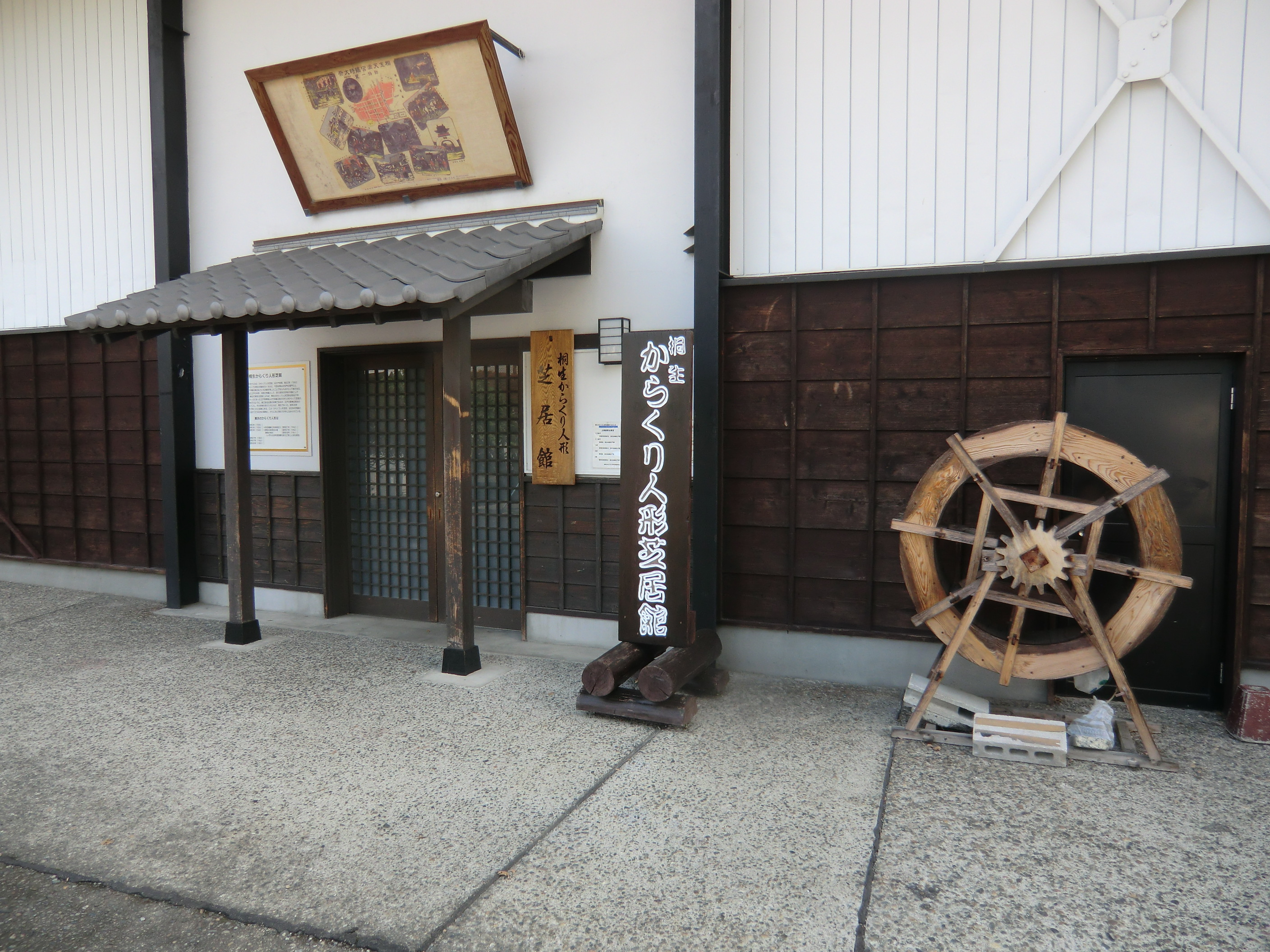
桐生からくり人形芝居館

桐生からくり人形（きりゅうからくりにんぎょう）は、群馬県桐生市に伝わる人形劇（舞台からくり）である。
江戸時代後期、桐生天満宮御開帳の際に、一般大衆への見世物として、当時の織物技術を生かし、水車を原動力として利用した、からくり仕掛けの人形が考案された。明治２７年に、竹田近江の子孫、竹田縫之助が桐生に訪れた際、からくり人形芝居を上演。
その後は、天満宮御開帳の度に、各町会がからくり芝居を上演した。
有鄰館の「桐生からくり人形芝居館」にて定期的に公演されているほか、移動公演も行われている。

## 演目
- 曾我兄弟夜討ち
- 助六由縁江戸桜
- 巌流島
- 五条橋（牛若丸）
- 宇治川先陣
- 赤穂義士討入り
- 羽衣
- 吉祥寺恋之緋桜